# Celtic Woman: A New Journey
A New Journey es el tercer álbum de Celtic Woman, lanzado en 2007. La presentación del mismo nombre, fue grabada en el Castillo de Slane, en el condado de Meath, Irlanda, esta vez presentando a Hayley Westenra como nueva integrante del grupo.
Las intérpretes en A New Journey son las vocalistas Chloë Agnew, Órla Fallon, Lisa Kelly, Méav Ní Mhaolchatha, Hayley Westenra y la violinista Máiréad Nesbitt como también Órla Fallon en el arpa. Previo al lanzamiento del disco se realizó el 23 y 24 de agosto de 2006 un concierto para presentarlo, el cual se llevó a cabo en el Castillo de Slane en Irlanda lugar muy conocido por los distintos conciertos y presentaciones musicales que se han realizado en él. El álbum se posicionó en el cuarto lugar en el Billboard 200 en Estados Unidos, vendiendo aproximadamente 71 000 copias en la primera semana desde su lanzamiento. El 29 de marzo de 2007, el álbum recibió una certificación de Oro por la RIAA por superar las 500 000 unidades vendidas en los Estados Unidos, también el video de su concierto obtuvo una doble certificación de platino en la misma fecha.

## Lista de canciones
| A New Journey |                                    |                                                         |          |  |
| N.º           | Título                             | Intérpretes                                             | Duración |  |
| 1.            | «The Sky And The Dawn And The Sun» | Agnew, Fallon, Kelly, Nesbitt, Ní Mhaolchatha, Westenra | 5:19     |  |
| 2.            | «The Prayer»                       | Chloë Agnew                                             | 4:20     |  |
| 3.            | «Newgrange»                        | Órla Fallon                                             | 3:07     |  |
| 4.            | «Over The Rainbow»                 | Agnew, Fallon, Ní Mhaolchatha, Westenra                 | 2:37     |  |
| 5.            | «Granuaile's Dance»                | Máiréad Nesbitt                                         | 3:40     |  |
| 6.            | «The Blessing»                     | Lisa Kelly                                              | 3:49     |  |
| 7.            | «Dúlaman»                          | Méav Ní Mhaolchatha                                     | 3:05     |  |
| 8.            | «Beyond The Sea»                   | Agnew, Fallon, Kelly, Nesbitt, Ní Mhaolchatha, Westenra | 3:20     |  |
| 9.            | «The Last Rose Of Summer»          | Westenra, Ní Mhaolchatha                                | 3:36     |  |
| 10.           | «Caledonia»                        | Lisa Kelly                                              | 4:49     |  |
| 11.           | «Lascia Ch'Io Pianga»              | Westenra, Nesbitt                                       | 3:31     |  |
| 12.           | «Carrickfergus»                    | Órla Fallon                                             | 3:43     |  |
| 13.           | «Vivaldi's Rain»                   | Chloë Agnew                                             | 2:11     |  |
| 14.           | «The Voice»                        | Kelly, Nesbitt                                          | 3:05     |  |
| 15.           | «Scarborough Fair»                 | Hayley Westenra                                         | 3:13     |  |
| 16.           | «Mo Ghile Mear»                    | Agnew, Fallon, Kelly, Nesbitt, Ní Mhaolchatha, Westenra | 4:50     |  |
| 58:15         |                                    |                                                         |          |  |

### Pistas adicionales en Edición de Lujo
| A New Journey Deluxe Edition |                                                           |                                                         |          |  |
| N.º                          | Título                                                    | Intérpretes                                             | Duración |  |
| 17.                          | «Sing Out!»                                               | Agnew, Fallon, Kelly, Nesbitt, Ní Mhaolchatha           | 4:04     |  |
| 18.                          | «Shenandoah · The Pacific Slope (Live from Slane Castle)» | Máiréad Nesbitt                                         | 4:43     |  |
| 19.                          | «At The Céili (Live from Slane Castle)»                   | Fallon, Kelly, Nesbitt, Ní Mhaolchatha                  | 4:59     |  |
| 20.                          | «Spanish Lady (Live from Slane Castle)»                   | Agnew, Fallon, Kelly, Nesbitt, Ní Mhaolchatha, Westenra | 2:23     |  |
| 74:24                        |                                                           |                                                         |          |  |

#### Bonus Track en Descarga Digital
Es una pista adicional que se ha apreciado en distintos sitios web de descargas musicales

| A New Journey (Various Digital Download) |                              |             |          |  |
| N.º                                      | Título                       | Intérpretes | Duración |  |
| 21.                                      | «Green The Whole Year Round» | Lisa Kelly  | 4:49     |  |
| 80:37                                    |                              |             |          |  |

### Pistas adicionales en Edición Limitada Japonesa
| A New Journey (Japanese Edition) |                                            |                                                         |          |  |
| N.º                              | Título                                     | Intérpretes                                             | Duración |  |
| 17.                              | «Somewhere (Live from Slane Castle)»       | Agnew, Fallon, Kelly, Ní Mhaolchatha                    | 2:20     |  |
| 18.                              | «Sing Out!»                                | Agnew, Fallon, Kelly, Nesbitt, Ní Mhaolchatha           | 4:04     |  |
| 19.                              | «Spanish Lady (Live from Slane Castle)»    | Agnew, Fallon, Kelly, Nesbitt, Ní Mhaolchatha, Westenra | 2:23     |  |
| 20.                              | «You Raise Me Up (Live from Slane Castle)» | Agnew, Fallon, Kelly, Nesbitt, Ní Mhaolchatha, Westenra | 5:21     |  |
| 72:23                            |                                            |                                                         |          |  |

## DVD
A New Journey: Live At Slane Castle, Ireland
1. The Sky And The Dawn And The Sun
2. The Prayer
3. Caledonia
4. Newgrange
5. Orinoco Flow
6. Dúlaman
7. The Blessing
8. Scarborough Fair
9. Granuaile's Dance
10. Over The Rainbow
11. Beyond The Sea
12. At The Céili
13. Lascia Ch'Io Pianga
14. Carrickfergus
15. Sing Out!
16. Panis Angelicus
17. The Last Rose Of Summer
18. Spanish Lady
19. Shenandoah · The Pacific Slope
20. The Voice
21. Danny Boy
22. Somewhere
23. Mo Ghile Mear
24. You Raise Me Up
25. At The Céili (Reprise)